# François Marcantoni
François Marcantoni, né le 28 mai 1920 et mort le 17 août 2010,, est un résistant, puis une figure du Milieu de Pigalle dès les années 1950. Il a notamment alimenté l'actualité judiciaire à partir de janvier 1969 pour son implication supposée dans l'affaire Marković. Il est surnommé « Monsieur François » ou « Commandant ».

## Jeunesse et Seconde Guerre mondiale
François Marcantoni est né le 28 mai 1920 à Alzi (Corse) de Pierre-Louis Marcantoni et de Marie-Anne Bernardi. 
Il réussit le concours d'entrée de l’Arsenal de Toulon juste avant la défaite française de 1940. Il deviendra artificier. Le 27 novembre 1942, il participera au sabordage de la flotte française immobilisée en rade de Toulon. Quand il reçoit sa convocation au service du travail obligatoire (STO), il décide d’entrer dans la clandestinité. Il rejoint la Résistance. Son passé de résistant sera par la suite reconnu, notamment son adhésion aux Forces françaises de l'intérieur (FFI) entre janvier 1943 et mai 1944, mois où il est interpellé par la police parisienne au volant d'une voiture volée. Sans doute pour se dédouaner, il raconte qu'il est en mission pour la Gestapo (après la guerre, il dira que c'était pour la Résistance). Une histoire peu claire pour laquelle il écopera de dix mois de prison, sa première condamnation.
Il sera capturé et torturé par la Gestapo[réf. nécessaire]. Dans ses mémoires, à la Libération, Marcantoni raconte qu'il vole et arnaque d’anciens collaborateurs, animé conjointement par la haine des profiteurs et le souvenir des tortures subies lorsque, résistant, il avait été livré à la Gestapo. C’est l’époque où il noue ses premiers liens avec les malfrats.

## Carrière dans le milieu
Il monte avec le frère de Tino Rossi le cabaret « Les Calanques », rue Quentin-Bauchart. Puis, dans les années qui suivent, sa vie est parsemée d'arrestations, de contrôles et de petites peines de prison. Jusqu'en 1951. Année où l'un de ses amis, Leybus Schlimer, dit « Léon le Juif », est arrêté par la 1re brigade mobile pour un braquage à la Banque Algérienne de Paris. À l'époque, ce service de police judiciaire de la Sûreté nationale est particulièrement redouté du milieu, car bien peu de truands ont su résister aux interrogatoires du groupe chargé de la répression du banditisme. En tout cas, Léon le Juif balance Marcantoni aux policiers. Il sera condamné à cinq ans mais n'en purgera que trois. Léon mourra une semaine après que Marcantoni sera sorti de prison. Son assassin ne sera jamais identifié. 
En 1953, Marcantoni fait la connaissance dans un bar de Toulon tenu par son frère, d'un jeune soldat de retour d'Indochine : Alain Delon. Ils resteront amis. Et plus tard, devenu une star, Delon lui fera découvrir le monde du show-business. Mais même s'il se dit producteur, Marcantoni reste dans le milieu du banditisme. On le dit très proche de la bande des Trois Canards (où entre autres un certain Tany Zampa fera ses premières armes), du nom d'un bar du même nom, spécialisée dans le racket et les braquages. Il se spécialise bientôt dans le braquage de banques, ce qui lui vaut d’être fiché au grand banditisme en 1959. Il aurait fait partie du SAC (service d’action civique)[réf. nécessaire], mais a démenti cette affirmation. Il assure le service d'ordre pour Robert Hersant dans l'Oise. Il est par ailleurs cousin de Jean-Charles Marchiani. En prenant de la bouteille, le personnage devient cependant plus prudent. Et même si son nom apparaît dans des enquêtes concernant des règlements de comptes, des vols, des histoires de fausse monnaie, il parvient le plus souvent à passer à travers les mailles du filet. Politiquement, on dit aussi qu'il a été partisan de l'Algérie française et proche de l'OAS.
Dans les années 1960, peu à peu, il se retire des affaires. S'il ne devient pas un parrain, dans le milieu, il est considéré comme un juge de paix. On le gratifie du surnom de « Commandant ».

## L'affaire Marković
Mais c'est l’assassinat en octobre 1968 de Stephan Marković, garde du corps yougoslave d’Alain Delon, qui lui vaudra la une des journaux. Ce fait divers se transformera vite en une affaire d'État visant à discréditer l’ancien Premier ministre Georges Pompidou, alors prétendant à l’Élysée. C'est l’affaire Marković. François Marcantoni, truand reconnu, ami d’Alain Delon et habitant près du lieu où fut découvert le cadavre de Marković, est le coupable idéal, du fait d'une correspondance interceptée. Marković avait écrit : « Si je suis assassiné, ce sera à 100 % la faute d’Alain Delon et de son parrain François Marcantoni.[réf. nécessaire] » Peu de temps après, des photos circulent sous le manteau qui représenteraient des personnalités politiques, des médias, du spectacle et autres en pleine action lors de soirées libertines dont Marković est supposé être l'un des organisateurs. Parmi les participants, on peut selon la rumeur, reconnaître l'épouse de Georges Pompidou qui, quelques mois plus tôt, a été remplacé par Maurice Couve de Murville au poste de Premier Ministre. Les enquêteurs font un second lien entre Marcantoni et Marković en inspectant la housse de matelas Tréca retrouvée sur le lieu du meurtre. Parmi les sept noms des acheteurs qui se sont procuré un matelas Tréca : Marcantoni. Il passera onze mois en prison avant d’être libéré sous contrôle judiciaire en décembre 1969, et n’obtiendra un non-lieu qu’en 1976, faute de preuves et grâce à Jacques Isorni, son avocat. Au sujet de cette affaire, il ose cette phrase devenue célèbre : « Nous ne sommes que trois à savoir la vérité : Delon, moi et Dieu, or ce dernier ne balance jamais ».

## L'après-Marković
Son activité de vente de tableaux, à cause d’un intermédiaire indélicat,[réf. nécessaire] lui vaudra à nouveau un passage à la prison de la Santé en 1994. Bandit médiatique, les téléspectateurs l'ont vu dans les émissions de Philippe Bouvard ou Mireille Dumas. Il continuait de côtoyer ses amis Alain Delon et Jean-Paul Belmondo.
Après s'être consacré à l’écriture d’ouvrages largement autobiographiques, François Marcantoni est mort à 90 ans à l'hôpital du Val-de-Grâce, à Paris, le 17 août 2010.
Il a été inhumé à Toulon devant 2 000 personnes.

## Œuvres
- avec Christian Chatillon, Strass et voyous, Les Portes du Soleil, 2009  (ISBN 978-2358080132)
- avec Serge Garde, Monsieur François (Le milieu et moi de A à Z), Le Cherche-midi, Paris, 2006  (ISBN 978-2749105918)
- Un Homme d’honneur (De la Résistance au milieu), Balland, Paris, 2001  (ISBN 978-2715813793)
- Mais qui a tué Markovic ?, P. M. Favre, Lausanne, 1985  (ISBN 978-2828901905)
- La Conjuration (L’affaire qui a fait trembler la Ve République), O. Orban Paris, 1976 (pas de code ISBN connu)

## Filmographie
- Le Solitaire de Jacques Deray en 1987 : Louis

Il est par ailleurs brièvement interprété par Cédric Appietto dans le film Madame Claude de Sylvie Verheyde sorti en 2021.

## Divers
- Non-Lieu, est le nom du singe macaque que Marcantoni posséda un temps[réf. souhaitée].